# Griphosphaerioma symphoricarpi
Griphosphaerioma symphoricarpi är en svampart som först beskrevs av Ellis & Everh., och fick sitt nu gällande namn av Höhn. ex Petr. 1921. Griphosphaerioma symphoricarpi ingår i släktet Griphosphaerioma och familjen Amphisphaeriaceae.   Inga underarter finns listade i Catalogue of Life.